# Легат Вере Ценић
Легат Вере Ценић је збирка монографија, серијских публикација, фотографија и личних предмета Вере Ценић, познате књижевнице и прве жене доктора наука из Врања, коју су наследници постухмно, по њеној жељи, предали „Јавној Библиотеци Бора Станковић” у Врању. Легат се састоји од 1.827 монографских публикација (1.830 јединица), 99 наслова серијских публикација (1.501 свеска), великог броја фотографија и личних предмета (радни сто, столица, писаћа машина, награде, признања итд).

## Живот и каријера дародавца
Вера Ценић (1930 — 2020) била је прва жена доктор наука из области књижевности у Врању. Као студенткиња југословенске књижевности и српскохрватског језика ухапшена је после једне биоскопске пројекције у Београду 1949. године и послата на Голи оток, због садржаја дневника којег је водила и љубави према руским филмовима.
По повратку са Голог отока у Врање, предавала је на некадашњој Педагошкој академији Иво Андрић (садашњем Педагошком факултету). Провела је тридесет година као професорка у врањској просвети. Била је први кустос-педагог Музеј куће Боре Станковића. 
Поред научног, бавила се и књижевним радом. Међу романима, њена најзначајнија дела су ”Кањец фиљма”, једно од најаутентичнијих аутобиографских сведочанстава о ужасима политичког логора на Голом отоку, као и ”Иста прича”, роман са постголооточком тематиком.
Есеје, огледе и студије објављивала је у књижевним листовима и часописима. Објавила је више монографија међу којима су најзначајније ”Часописи Јужне Србије на раскрсници XIX и XX столећа” (1983) и ”Огледи о Борисаву Станковићу” (књижевна студија, 1988). Написала је и ”Водич кроз музеј кућу Борисава Станковића”. 

## О легату
Легат Вере Ценић је други легат оформљен у Јавној библиотеци „Бора Станковић” у Врању, после Легата Драгана Мининчића Циге. Смештен је у просторијама библиотеке у Врању. Отворен је за јавност од 26. новембра 2022. године.
Легатска збирка конципирана је према интересовањима Вере Ценић. Највећи њен део чине књиге из области књижевности (960) и књижевне критике (482), потом публикације из области друштвених наука (90), филозофије и психологије (74), историје и географије (99) и на крају неколико из области природних наука.
Према годинама издања књига и часописа, ова легат-библиотека припада периоду XX века. Сама грађа обухвата време од 1894. до 2019. године. Најстарија монографска публикација објављена је 1894. године и Београду - Драматски списи Косте Трифковића.
Поред великог броја антологија, књига поезије, романа најпознатијих страних и домаћих књижевника, посебно место у легатској библиотеци Вере Ценић заузимају тзв. завичајни писци из Врања, пре свих Бора Станковић. Значајан део легата заузимају дела аутора који су писали о голооточком искуству, теми о којој је писала и Вера Ценић.
У легату се налази и грађа на страним језицима. Страних монографских публикација има 170, од којих је 131 јединица на руском језику, 10 на француском, 9 на македонском и бугарском, 5 на словеначком, по 2 на енглеском и немачком и по једна на турском, шпанском и холандском језику.  Када је реч о периодици, тај фонд садржи 99 наслова часописа, од којих шест на страном језику. Укупан број свезака је 1.501. Међу часописима се налазе и примерци оних који представљају темељ југословенске књижевне периодике: Летопис Матице српске, Књижевност, Српски књижевни гласник, Савременик и др.
Посебан куриозитет у оквиру легата представљају публикације са посветама. Има их 283. Њих је Вера Ценић добијала на поклон од најзначајнијих писаца друге половине 20. и почека 32. века, али и од родбине, супруга, пријатеља и сарадника.

### Каталог легата
Јавна установа Библиотека „Бора Станковић” у Врању издала је публикацију Каталог легата Вере Ценић у врањској библиотеци, као капитално издање које библиографски обрађује вредну легатску збирку. Каталог је настао као резултат двогодишњег обимног посла - од пријема, разврставања, инвентарисања, обраде, стручне и предметне класификације, до провере каталошких записа за монографске и серијске публикације, исписа библиографије из базе података, исписа регистра и формирања спискова грађе. 
Поред биоблиографског пописа књига, каталог доноси биографске чињенице о Вери Ценић, детаље из културног и просветног живота локалне заједнице, омогућава боље упознавање са историјом књижевности објављеном на српском језику и пружа основе за даља истраживања из историје и теорије књижевности, књижевне критике, филологије, лингвистике, завичајне историје, историографије, фолклористике и других научних дисциплина. Каталог је јавно промовисан 30. јануара 2024. године.

## Галерија
- Предаја легата библиотеци
- Део легата
- Радни сто Вере Ценић
- Ценићкини романи и есеји
- Захвалница Вери Ценић
за отварање музеја
 Кућa Боре Станковића
- Са супругом Градимиром Ценићем
- Специјално јавно признање „31. јануар”
додељено Вери Ценић 2013. г.